# Greta Cicolari
Greta Cicolari (Osio Sotto, 23 de agosto de 1982) es una deportista italiana que compitió en voleibol, en la modalidad de playa.
Ganó una medalla de oro en el Campeonato Europeo de Vóley Playa de 2011. Participó en los Juegos Olímpicos de Londres 2012, ocupando el quinto lugar en el torneo femenino.

## Palmarés internacional
| Campeonato Europeo | Campeonato Europeo     | Campeonato Europeo | Campeonato Europeo |
| Año                | Lugar                  | Medalla            | Pareja             |
| ------------------ | ---------------------- | ------------------ | ------------------ |
| 2011               | Kristiansand (Noruega) | Medalla de oro     | Marta Menegatti    |